# 龍湫周沢

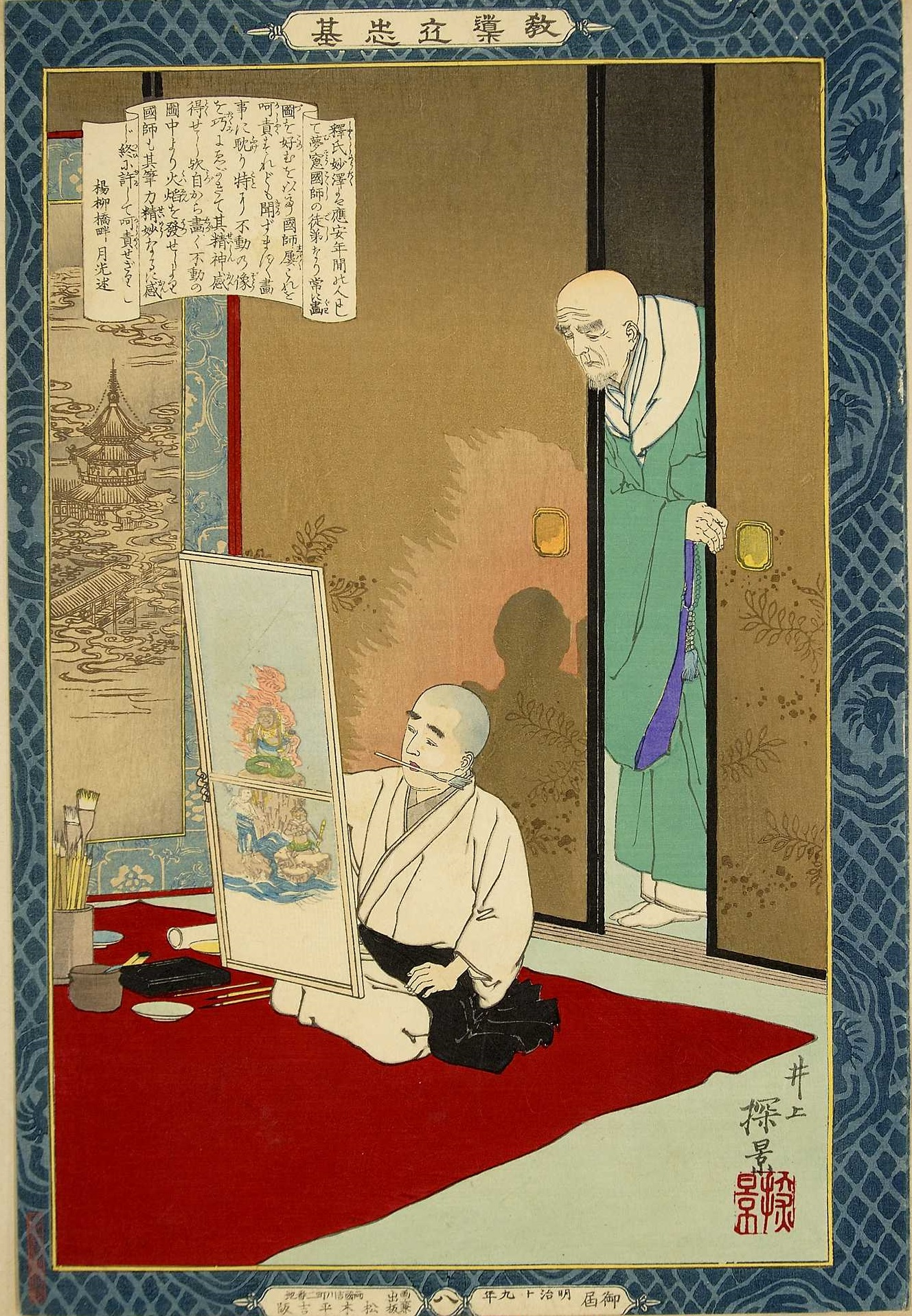
師匠に叱られながらも画才を磨き、ついには認められるに至った信念と努力の人物として描かれた周沢。井上安治筆、教導立志基より

龍湫 周沢（りゅうしゅう しゅうたく、延慶元年（1308年）- 嘉慶2年/元中5年9月9日（1388年10月9日））は、南北朝時代の臨済宗の僧。甲斐国恵林寺の第10代住持。俗姓は武田氏。諱は妙沢。咄哉とも号する。
甲斐国の出身。臨済宗夢窓疎石派の僧で、夢窓の法系を継ぐ。延文元年（1356年）に青山慈永の後任として甲斐国恵林寺の住持となり（「龍湫周沢行状」『続群書類従』所載）、恵林寺に残される法語（「仏眼禅師語録」に含まれる「龍湫周沢語録」）に拠れば恵林寺の大檀那には「奥州太守」がおり、甲斐守護武田信武を指すと考えられている。
夢窓疎石が没した後は、兄弟子である春屋妙葩とともに夢窓派の中心的な僧となった。妙葩が室町幕府の管領の細川頼之と対立して丹後国に隠遁し、後任の恵林寺住持は絶海中津となる。その後も夢窓派の中心として活動し京都において建仁寺・南禅寺・天竜寺・臨川寺の住持を歴任した。細川頼之が失脚した後、一時春寧院に隠棲したが、その後南禅寺の住持として復帰している。
詩文・絵画においても活躍し、詩文集『随得集』や「慈聖院并寿寧院遺誡」（承天閣美術館蔵、重要文化財）など幾つも作品を残している。20年以上の間毎日不動明王を描いたと言われ、一般に「妙沢不動」と呼ばれる。図様は平安時代後期からの定型的な様式で、南禅寺や甲府一蓮寺などに現存する。また京都国立博物館には、周沢が無準師範の衣を譲られる夢を見た翌日、まさしくその衣を贈られた慶事から「応夢衣」とばれた周沢所用の「牡丹唐草文印金袈裟（応夢衣）」（重要文化財、e国宝に画像と解説）が現存している。